# Masta
Masta – wieś (desa) w kecamatanie Bakarangan, w kabupatenie Tapin w prowincji Borneo Południowe w Indonezji.
Miejscowość ta leży ok. 7 km na północny zachód od Rantau.